# Ferdinandea cuprea
Ferdinandea cuprea là một loài ruồi trong họ Ruồi giả ong (Syrphidae). Loài này được Scopoli mô tả khoa học đầu tiên năm 1763. Ferdinandea cuprea phân bố ở vùng Cổ Bắc giới